# علي عبد القادر معلم
علي عبد القادر معلم، سياسي صومالي، عضو في البرلمان الاتحادي الانتقالي. أصيب بجروح في الهجوم الذي شنته حركة الشباب على فندق منى في مقديشو والذي أسفر الهجوم عن مقتل أربعة من أعضاء البرلمان، وهم محمد حسن نور، وجيدي عبدي، وحسن معلم، وإدريس علمي وجرح خمسة آخرين منهم علي محمود عبدي.